# Georg Müller (Politiker, 1804)
Georg Christian Heinrich Müller (* 17. Mai 1804 in Nieder-Wildungen; † 12. November 1868) war ein deutscher Förster und Politiker.

## Leben
Müller war der Sohn des Forstinspektors Christian Ludwig Müller (1751–1819) und dessen Ehefrau Katharina Elisabeth, geborene Kleinhans (* 1767). Er heiratete am 14. November 1834 in Nieder-Wildungen Johanna Katharine Müller (1813–1862). Müller war 1819 bis 1822 Forstpraktikant in Landau und besuchte dann 1822 bis 1823 das Forstlehrinstitut Fulda. Von 1823 bis 1833 war er in der Landesvermessung und als Baupraktikant tätig. 1834 trat er in den Waldeckschen Domanialdienst ein und wurde Förster in Freienhagen. 1842 wurde er zum Amtsoberförster befördert. Ab 1850 war er Forstinspektor in Nieder-Wildungen und ab 1867 dort Forstmeister.
1849 bis 1850 war er Abgeordneter im Landtag des Fürstentums Waldeck-Pyrmont. Er wurde im IV. Wahlkreis gewählt.